# Belleu
Belleu ist eine französische Gemeinde mit 3624 Einwohnern (Stand: 1. Januar 2022) im Département Aisne in der Region Hauts-de-France. Sie gehört zum Arrondissement Soissons und zum Kanton Soissons-2. 

## Geographie
Die Gemeinde Belleu liegt als banlieue im Ballungsraum südsüdöstlich von Soissons. Im Norden reicht das Gemeindegebiet von Belleu bis in das Tal der Crise nahe der Innenstadt von Soissons heran. Durch die Gemeinde führt die Route nationale 2. Umgeben wird Belleu von den Nachbargemeinden Soissons im Nordwesten und Norden, Billy-sur-Aisne im Osten, Septmonts im Südosten, Noyant-et-Aconin im Süden sowie Courmelles im Südwesten und Westen.

## Geschichte
1143 wurde der Ort erstmals als bellus Locus (latinisiert für schöner Ort) erwähnt.

### Bevölkerungsentwicklung
| Jahr                       | 1962 | 1968 | 1975 | 1982 | 1990 | 1999 | 2011 | 2021 |
| Einwohner                  | 2723 | 3558 | 3606 | 4263 | 4083 | 4031 | 3867 | 3693 |
| Quellen: Cassini und INSEE |      |      |      |      |      |      |      |      |

## Sehenswürdigkeiten
- Kirche Saint-André aus dem 12. Jahrhundert, umgebaut im 16. und 19. Jahrhundert, Monument historique seit 1920
- Anwesen des Lehens von Tournelles aus dem 15. Jahrhundert, Monument historique seit 1928

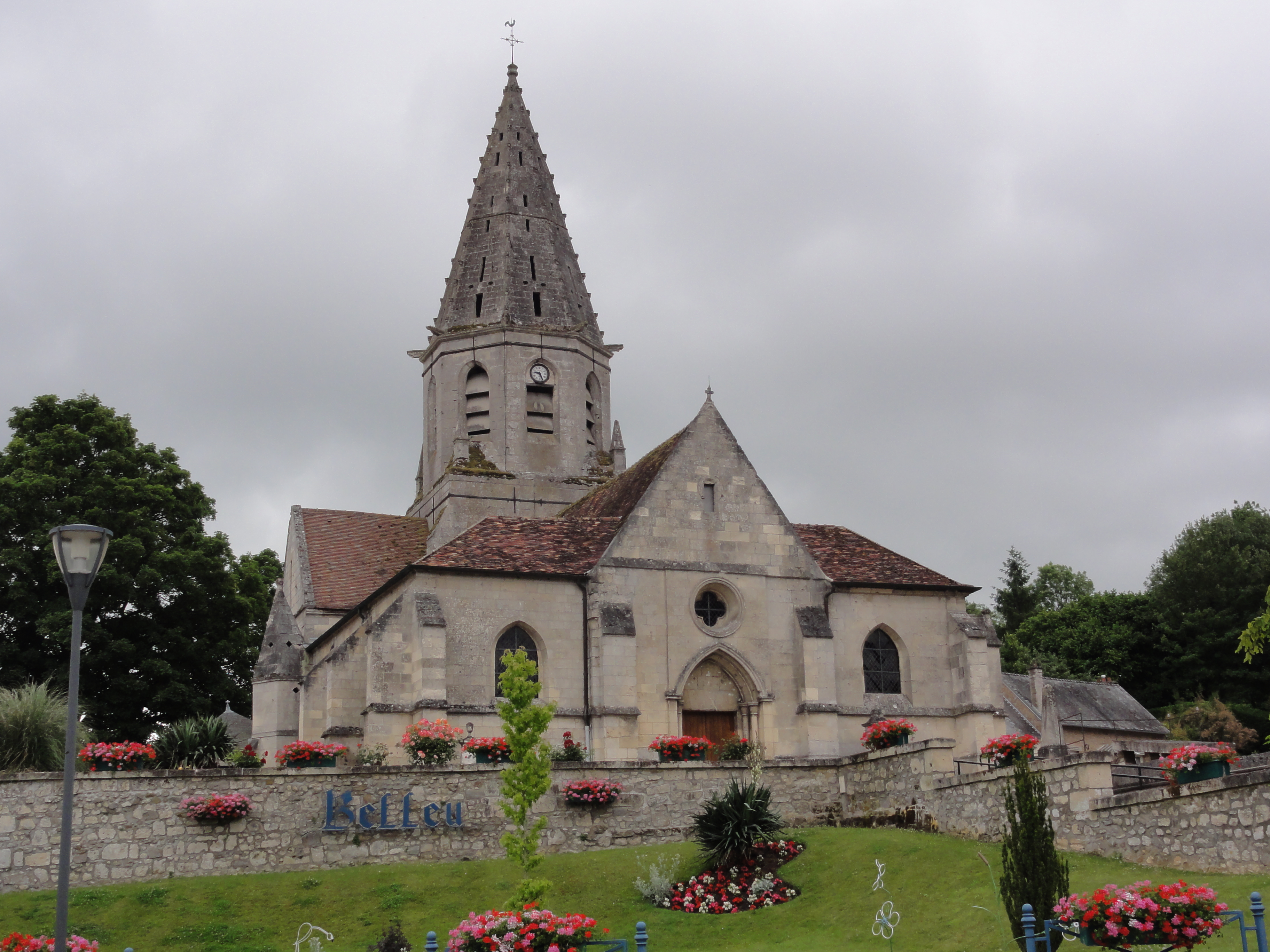
Kirche Saint-André
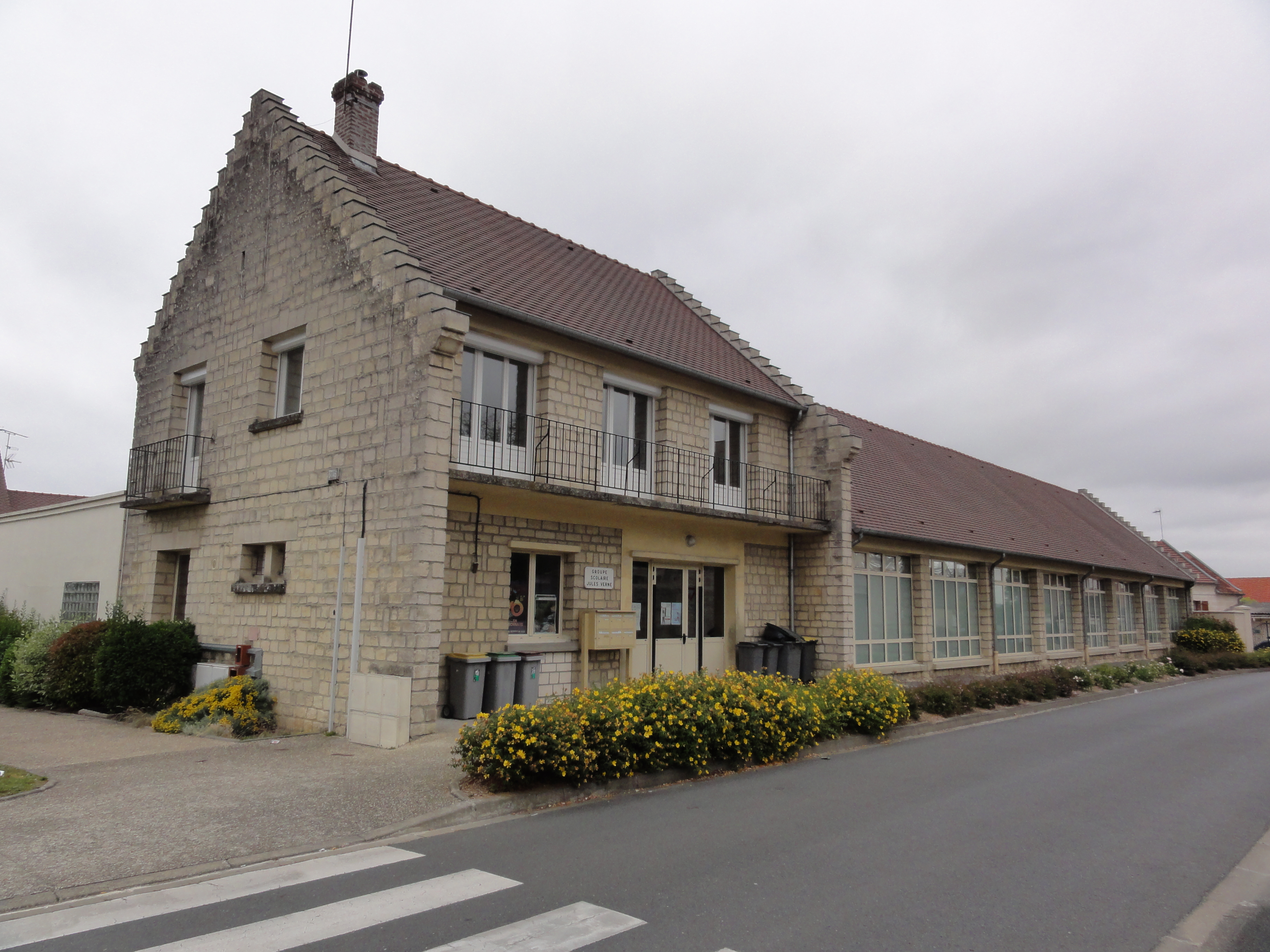
Schule „Jules Verne“
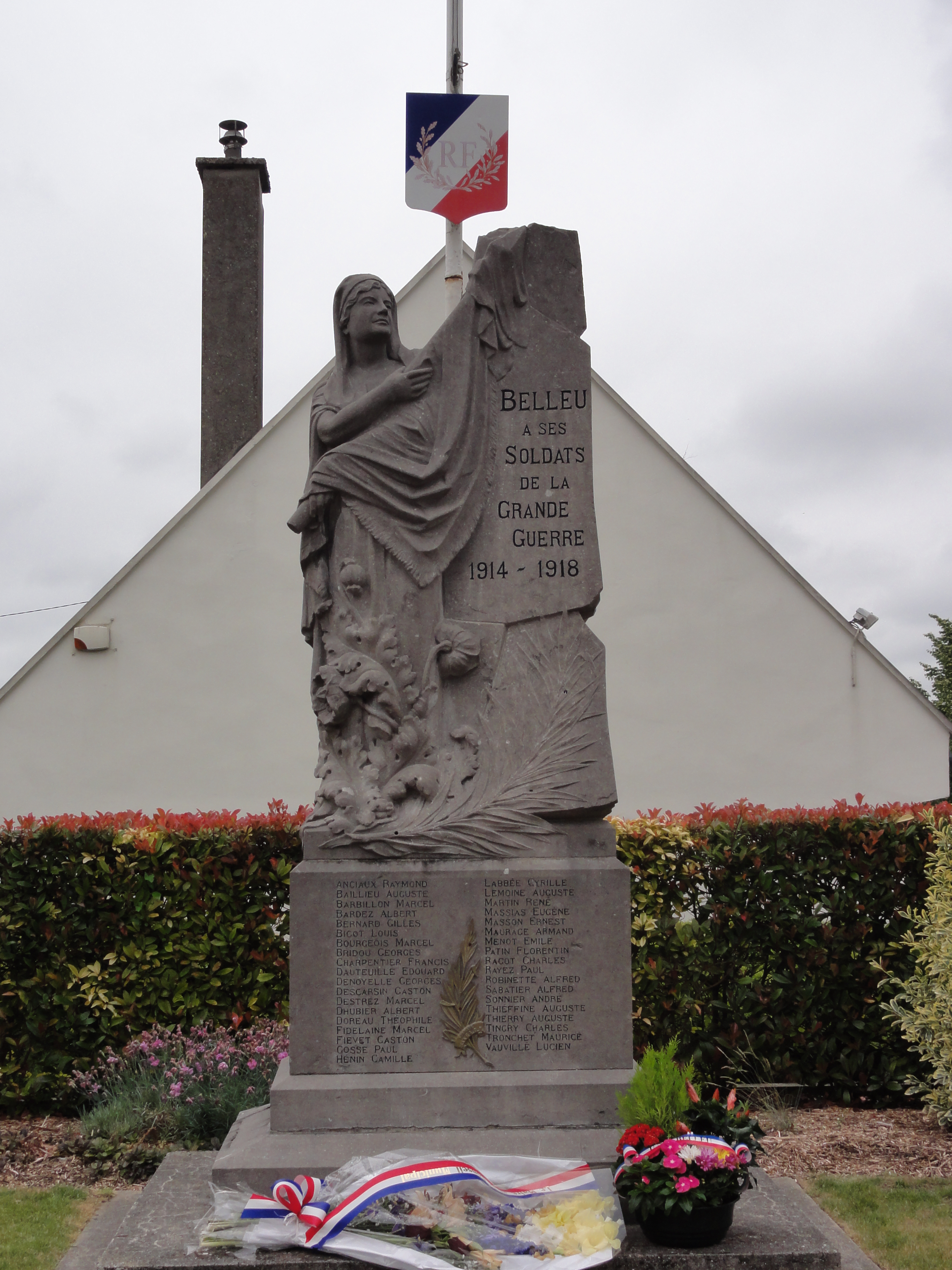
Gefallenendenkmal